# Parti afrikaner
Pour les articles homonymes, voir Afrikaner.
Le Parti afrikaner était un parti de l'Union de l'Afrique du Sud, fondé en 1941 et dissous en 1951 après son absorption dans le Parti national.

## Histoire

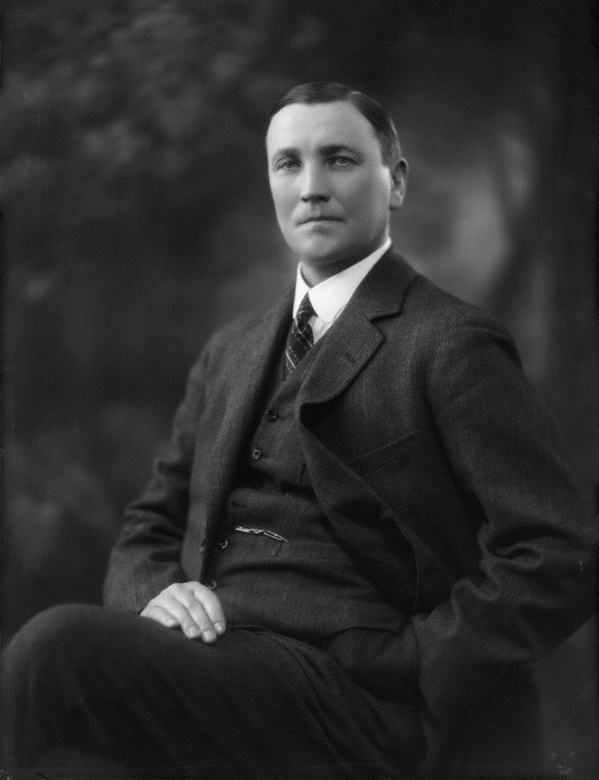
Klaas Havenga, le chef du parti afrikaner

Le Parti afrikaner fut créé le 30 janvier 1941 par des fidèles de l'ancien premier ministre James B. Hertzog après leur démission du Parti national dont ils dénonçaient le caractère extrémiste. 
Cependant, sur les 37 parlementaires qui étaient demeurés fidèles à James B. Hertzog lors de sa démission du Parti uni en 1939 et qui l'avaient suivi au Parti national, seulement 10 d'entre eux rejoignirent le nouveau parti alors que deux autres retournaient vers le Parti uni et qu'Hertzog abandonnait la vie politique. 
Le Parti Afrikaner, dirigé par Nicolaas Havenga, ancien ministre des finances d'Hertzog, finit par faire alliance avec le Parti National de Daniel François Malan, lors des élections générales de 1948 afin de vaincre le Parti uni du premier ministre Jan Smuts. 
Bien que minoritaire en voix, l'alliance nationaliste remporta 53 % des sièges (dont 6 % pour le Parti afrikaner) du parlement et 80 % du vote afrikaner. Havenga retrouva alors son poste de ministre des finances au sein du nouveau gouvernement nationaliste.
En 1951, le Parti afrikaner fut absorbé par le Parti national.